# Castillo de Vallø
Castillo de Vallø ( en danés Vallø Slot) es una casa señorial situada a 7 km al sur de Køge, en el municipio de Stevns, en la isla de Zealand en Dinamarca. Ahora sirve de residencia a Vallø stift, un hogar para mujeres solteras, viudas y divorciadas de ascendencia noble.

## Historia

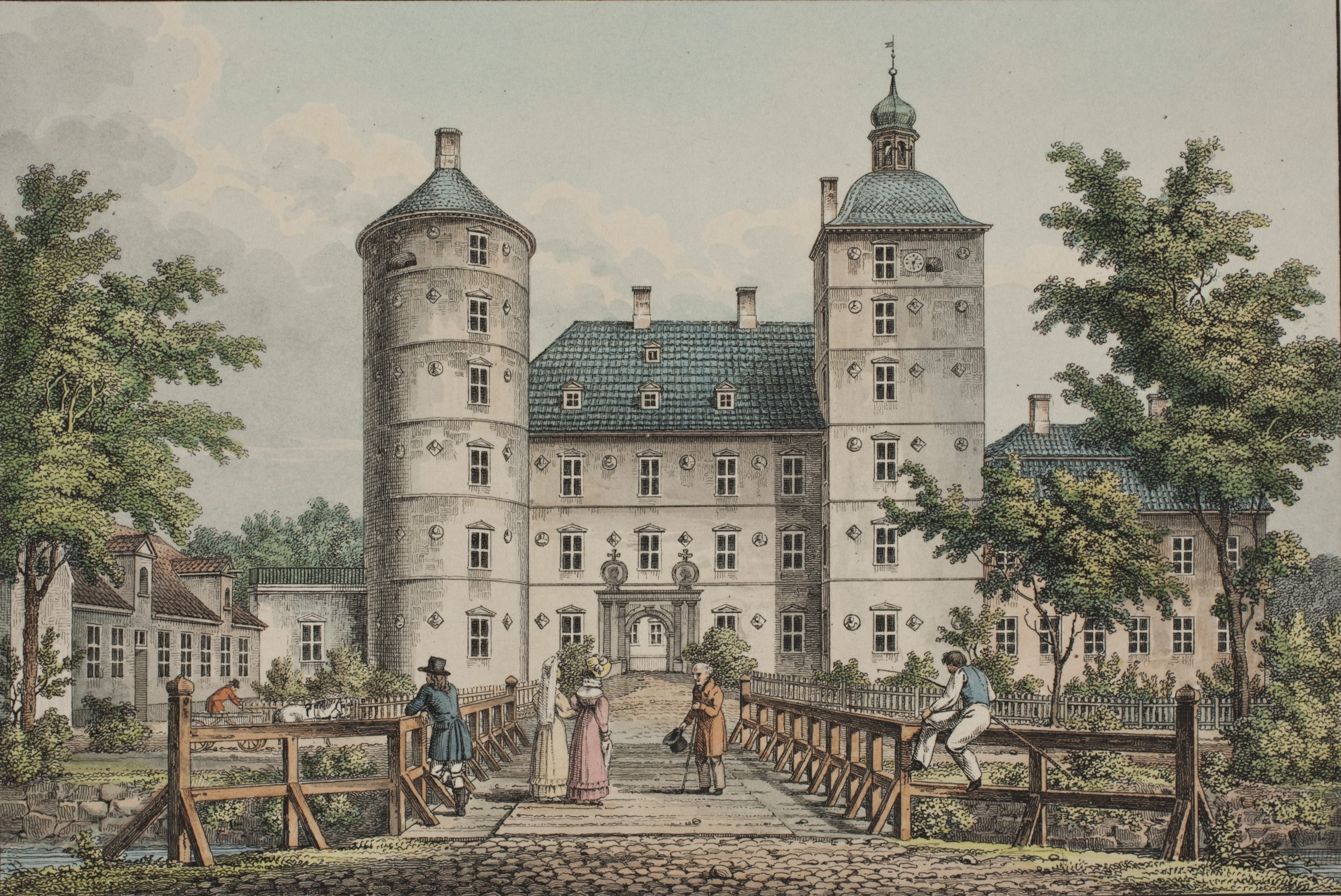
Vallø en 1839

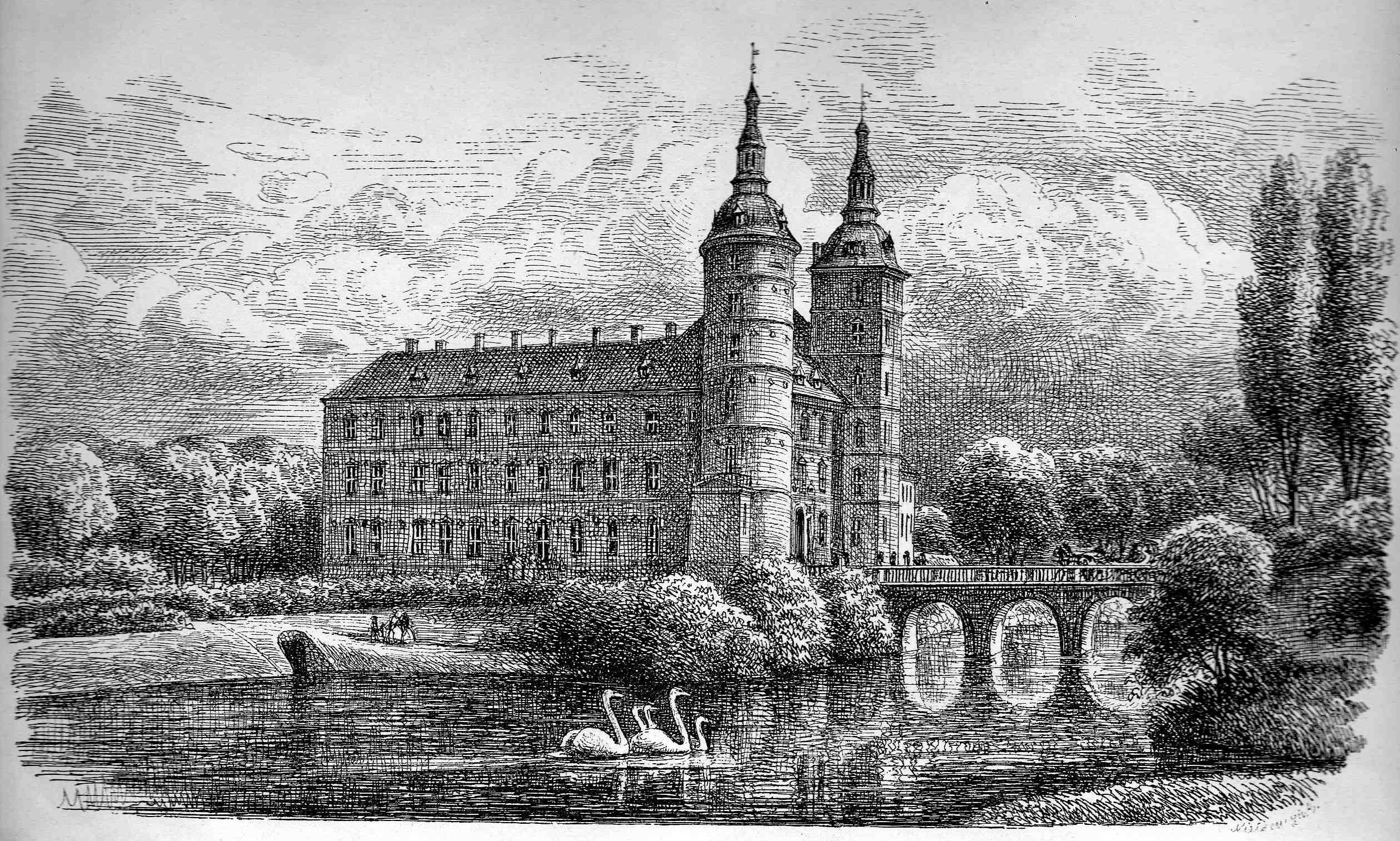
El castillo de Vallø en 1865

La historia de Vallø se remonta al siglo XIV. De 1554 a 1651 se dividió en dos propiedades separadas: Vallø Oeste y Vallø Este.
En 1708 Vallø fue adquirido por el rey Federico IV, quien lo transmitió a Ana Sofía Reventlow. En 1731, el rey Cristián VI pasó la propiedad a la reina Sofía Magdalena, quien en 1737 fundó la Fundación Noble Vallø para Hijas Solteras ( det Adelige Stift Vallø para ugifte døtre ).

## Edificio

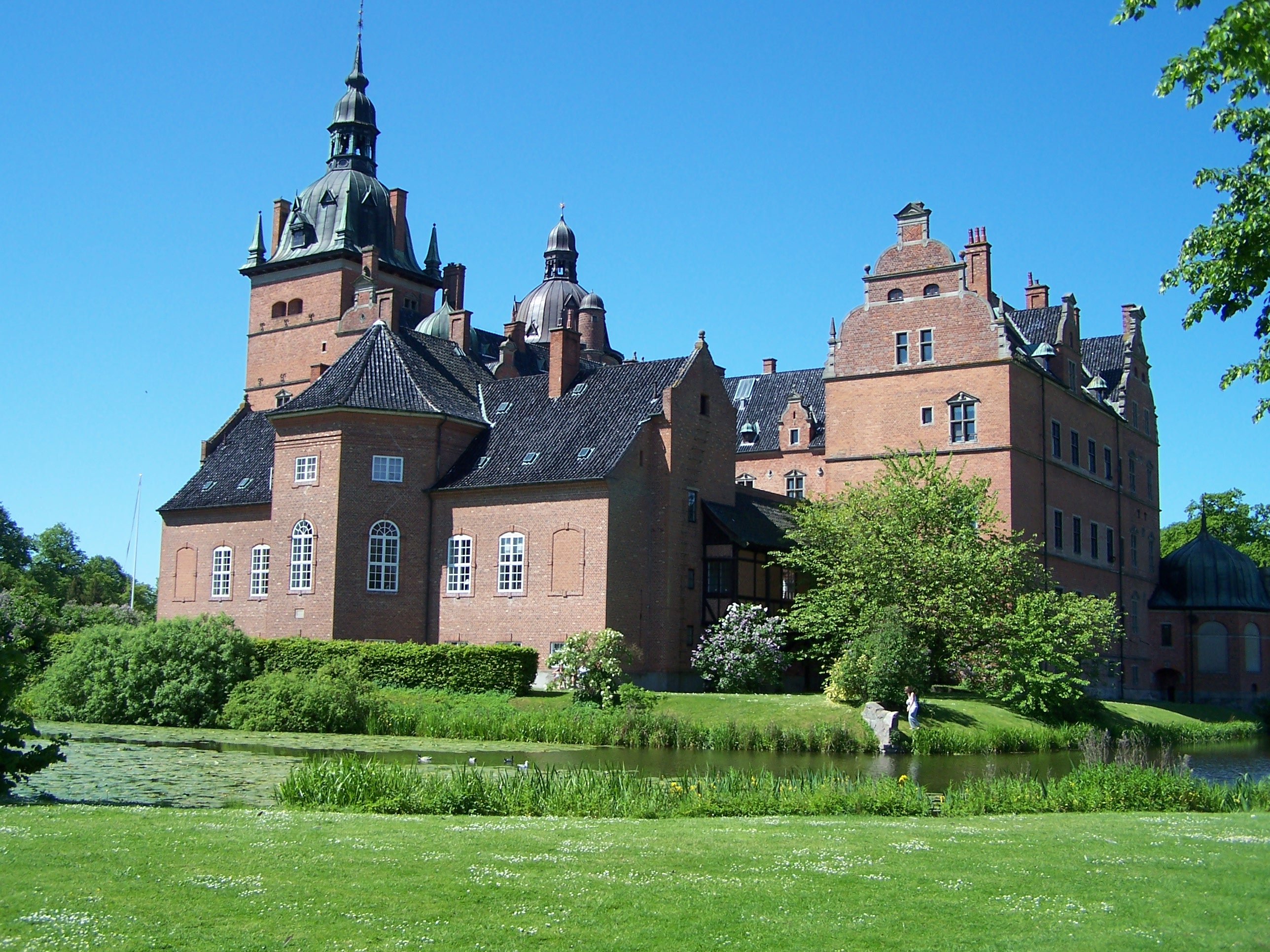
Castillo de Vallø

Vallø consta de cuatro alas con robustas torres y está rodeada por un foso. El ala sur, con sus robustas torres en las esquinas, y el extremo sur del ala oeste se construyeron entre 1580 y 1586 por Mette Rosenkrantz, una de las mujeres más ricas de Dinamarca en su época. Entre las reformas llevadas a cabo en la época de Christen Skeel, de 1638 a 1659, el castillo se amplió a tres plantas y se extendió el ala oeste. El ala norte fue construida por Johan Cornelius Krieger en 1721. 
Entre 1735 y 1738 se construyó en el patio un edificio de tres alas diseñado por Lauritz de Thurah. El ala central, que se conserva, fue ampliada con una planta más por Georg David Anthon en 1765.
El castillo fue devastado por un incendio en 1893, pero fue restaurado en gran parte según su antiguo diseño por Hans Jørgen Holm entre 1893 y 1904.

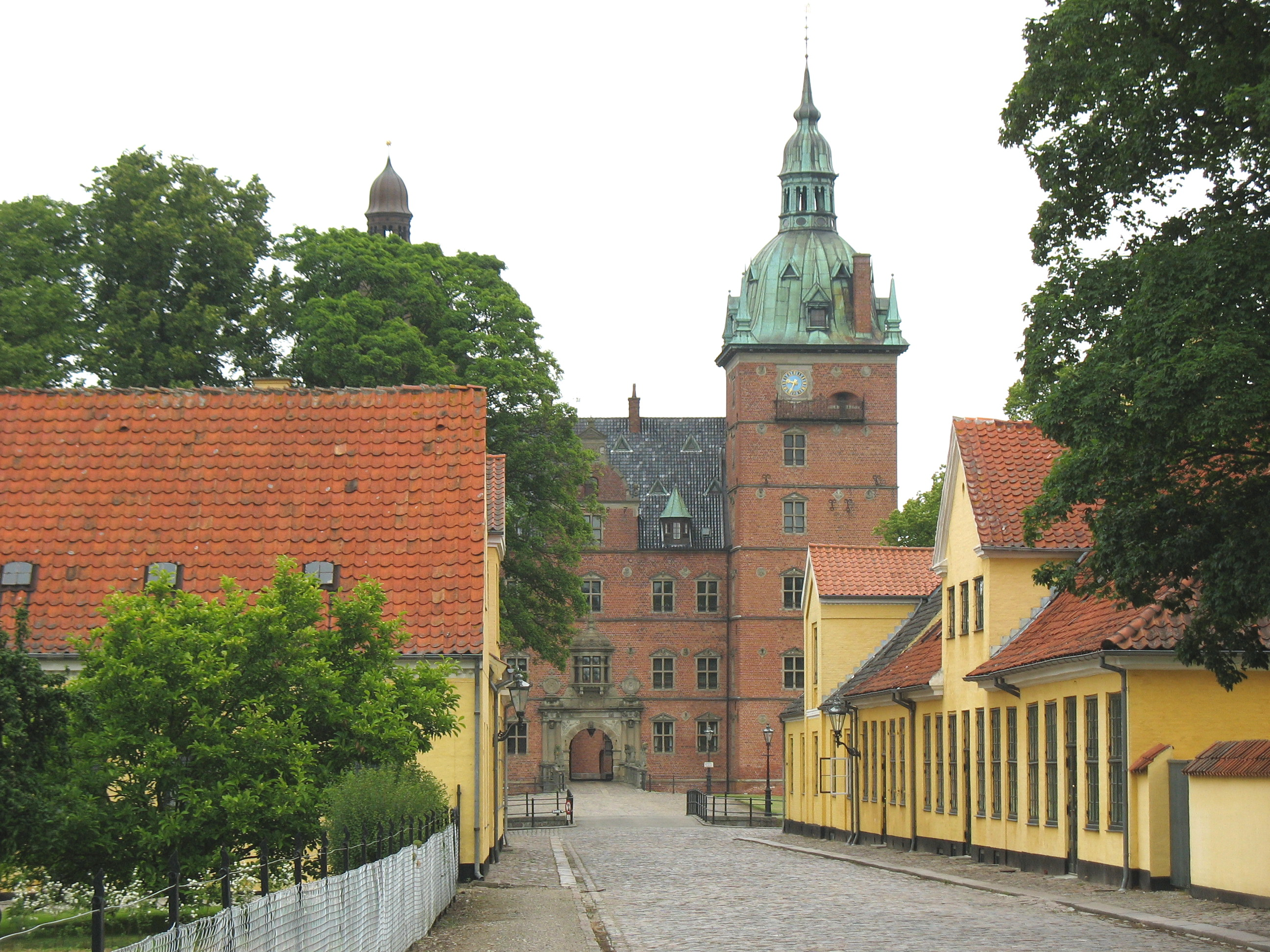
Calle del castillo de Vallø

## Parque y alrededores
El parque se convirtió en un jardín paisajista romántico en 1830, pero conserva elementos de los antiguos jardines franceses de la década de 1720. En 1960 se fundó un gran parque de flores, pero posteriormente se disolvió.
Junto al castillo y su parque se encuentra un grupo de casas históricas dispuestas alrededor de una calle conocida como calle del Castillo de Vallø (da. Vallø Slotsgade). La posada del castillo de Vallø recibió un privilegio real en 1784. La finca también posee otras casas repartidas por los alrededores.

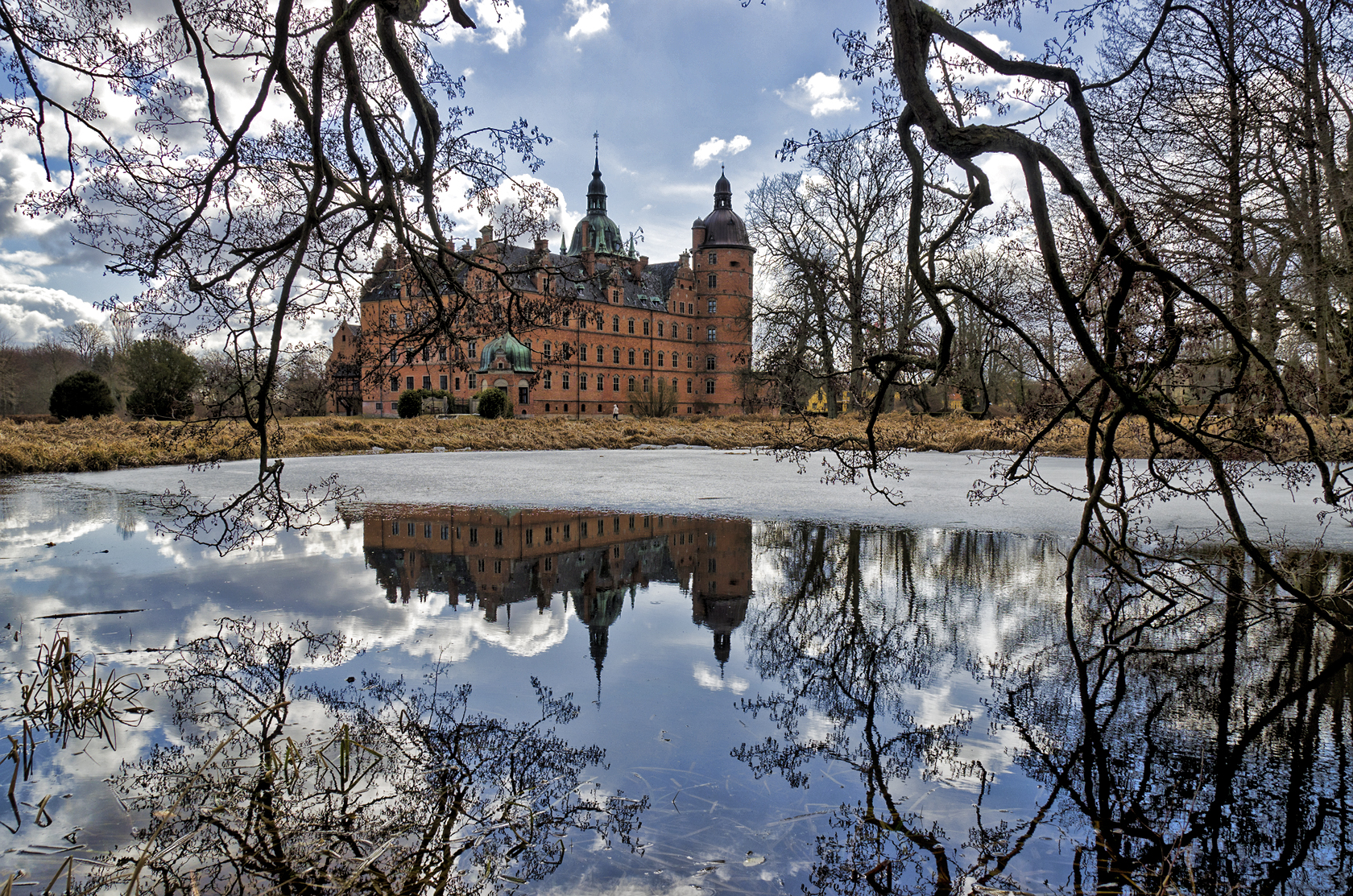
Castillo de Vallø en invierno

## Vallø hoy

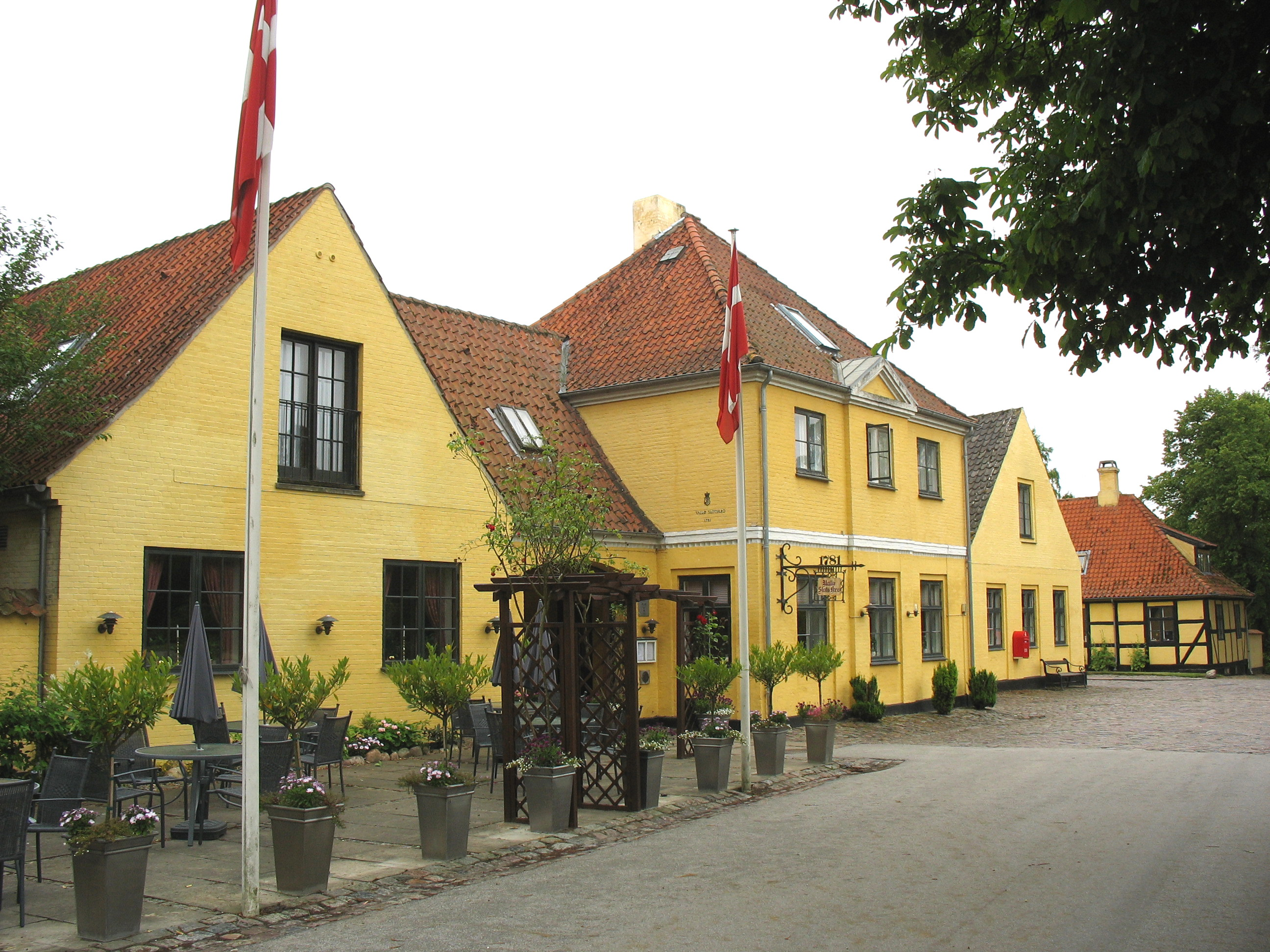
Posada del castillo de Vallø

La finca sigue siendo propiedad de la Fundación Vallø (Vallø Stift) y abarca 4 109 hectáreas de terreno, de las cuales 1 860 son bosques. Además de la agricultura y la silvicultura, los ingresos proceden del alquiler de casas, la posada, un camping situado cerca de Køge y el arrendamiento de cotos de caza.
El castillo sigue albergando a mujeres de la nobleza danesa, pero desde 1976 la admisión a las residencias no se limita a las solteras, sino que ahora también incluye a viudas y divorciadas.

## Cementerio
La iglesia Vallø Stift tiene su propio cementerio. Entre los enterrados alí están:
- Sofía Magdalena de Dinamarca (1635 – 1719), princesa danesa
- Regitze Barner ( – ), escritor y filántropo
- August Villads Bech ( – ), terrateniente
- Frederik Moltke ( – ), político
- Johanne Svanenskjold (1768 – 1875), escritora, maestra de escuela y misionera
- Elisabeth Wedell-Wedellsborg (1830 – 1920, noble y escritora